# Красногорняцкий
Красногорняцкий — посёлок в Октябрьском районе Ростовской области.
Входит в состав Коммунарского сельского поселения.

## География

### Улицы
| - ул. Центральная, - ул. Комарова, - ул. Свердлова, - ул. Суворова, - ул. Чапаева, | - пер. Школьный. - ул. Борзик, - ул. Толстого, - ул. Поваренкина, - ул. Дружелюбная, |

## История
В 1938—1939 годах в «Горняке» (тогда это был совхоз) построили новые каменные дома с электричеством, водопроводом — невиданными для селян удобствами. Были также построены школа, баня, клуб, детские ясли, магазин и столовая. В 1939 году за достигнутые успехи совхоз «Горняк» стал участником Всероссийской сельскохозяйственной выставки, открывшейся в Москве. На выставку поехали 39 человек. Совхозу «Горняк», единственному в Ростовской области, главный выставочный комитет присудил диплом II степени, коллектив получил премию 5 тысяч рублей и мотоцикл.
Одновременно совхоз «Горняк» утвердили кандидатом на Всероссийскую сельскохозяйственную выставку на 1940 год. Доярка Ф. Кагодина была награждена медалью «За трудовую доблесть» за то, что от коров, которые давали в день 7-17 литров молока, она стала надаивать по 26-30 литров. Определились успехи и в растениеводстве. Следуя призыву «Девушки, на трактор!», 25 девушек-комсомолок совхоза «Горняк» без отрыва от производства взялись за изучение трактора.
Весной 1940 года все девушки приступили к работе на «стальных конях». Проводилась большая работа, партийной и комсомольской организациями, по ликвидации неграмотности и малограмотности среди рабочих и домохозяек.
За время оккупации, а это семь месяцев, фашисты разграбили хозяйство, разрушили постройки, уничтожили все средства производства, племенной скот забили на мясо, часть угнали в Германию. Убыток составил свыше 5 миллионов рублей.
После освобождения, 12 февраля 1943 года, совхоз необходимо было восстанавливать. Возглавил совхоз в это трудное время Валентин Кириллович Поваренкин, который до войны работал старшим зоотехником. Совхоз на год восстановил хозяйство довоенного уровня. За достигнутые высокие урожаи в совхозе, директору было присвоено звание Героя Социалистического Труда. В настоящее время одна из улиц поселка названа именем Поваренкина В. К.
В 1944 году совхоз «Горняк» был награждён дипломом 1-й степени районной сельскохозяйственной выставки. В 1947 году совхозу «Горняк» присуждена 2-я премия Минсовхозов и переходящее красное знамя ВЦСПС и Обкома. Образцы труда и самопожертвования показали доярки: В. Борзик, В. Мошек, А. Костина, Р. Чумаченко и многие другие. Именем Веры Михайловны Борзик, по решению схода граждан, названа одна из улиц поселка.
В 1967 году хозяйство награждено орденом Трудового Красного знамени и утверждено областью, как объект для показа экскурсантам из различных стран мира. Сюда приезжали делегации из Франции, Канады, ФРГ, США, Вьетнама и других стран.
В 1987 году указом ПВС РСФСР поселку центральной усадьбы совхоза «Горняк» присвоено наименование Красногорняцкий.

## Население
| 2010 |
| ---- |
| 1751 |

### Известные люди
- Гузенко, Василий Николаевич — Герой Социалистического Труда.